# 天主教福州总教区
天主教福州总教区（拉丁語：Arkidioecesis Fuceuvensis）是天主教在中国福建省建立的一个著名总教区。

## 歷史

### 早期
1624年（明天啟四年）12月29日，意大利耶穌會傳教士艾儒略偕同告老還鄉的當朝宰相葉向高(福建福清人)由杭州乘船達福州。葉向高將艾儒略介紹給省城的士大夫。艾儒略能講一口流利的官話，通過以詩會友、學術交流，結交官吏鄉紳，得到譽為“西來孔子”的美譽，10年後福州城內教徒已達數百人。葉向高的2個孫子、1個曾孫和1個孫媳也入教。葉向高的長孫捐資興建了福州第一座天主堂——三山堂
1645年，唐王朱聿鍵在福州稱帝（隆武），身邊的重臣鄭芝龍(鄭成功之父)、黃道周都是天主教徒，隆武帝還下令重修三山堂，門前立'敕建天主堂'牌坊。
1655年，閩浙巡撫、天主教徒佟國器(南京人)，資助在福州傳教的意大利籍耶穌會傳教士何大化重建毀於兵火的三山堂。1680年，福州從“交趾代牧區”分設“福建代牧區”。由法國傳教士陸方濟任首任宗座代牧。

### 中國禮儀之爭
1693年（康熙三十二年），由福建代牧區宗座代牧巴黎外方傳教會的顏璫發布了禁止本區中國教徒實行中國禮儀的禁令，引發天主教耶穌會的反對，以及清王朝與羅馬教廷的對抗。1707年，羅馬教廷將福建傳教區交給反對中國傳統禮儀的多明我會，耶穌會撤離福州。1720年，由於在是否允許祭祀祖先和孔子的問題上發生矛盾，清朝康熙皇帝於此年12月17日發出諭令禁止天主教在中國的存在。此後120年間，福州地區仍有少量教徒在地下秘密活動。
1848年，西班牙多明我會在法國領事館的支持下於福州南門兜澳尾巷建堂。 1864年，天主教會得到南台島泛船浦菖蒲墩4畝多土地，抵償福州城內的三山堂舊址。 1868年，教會在此塊地皮上建起泛船浦天主堂。

### 清未代牧區
1883年，福建代牧區南北分立，福建北境代牧區的主教座堂設於福州南門澳尾巷天主堂。此時，福州府屬各縣教徒人數約為5000人，教堂公所10餘座。1890年（光緒十六年）教廷劃福建天主教會為馬尼拉西班牙多明我會的傳教區。1912年，福建北境代牧區主教座堂從澳尾巷移往南台泛船浦。1924年，福建北境代牧區改稱福州代牧區。
1923年至1931年，福建北境代牧區陸續一分為五，分為：福州代牧區、福寧代牧區、汀州監牧區、建甌監牧區（1929）、邵武監牧區（1931）；此後僅包括福州、南平二府十八縣教務。下設五個總鐸區，29個本鐸區。1946年，福州代牧區升格為總教區。

### 總教區成立後
1949年，福州市區計有天主堂9座。其中崇愛堂為建甌監牧區駐榕辦事處，救世堂為邵武監牧區駐榕辦事處。福州教區在冊的外國傳教士計有14人(另有4名外國傳教士系省內其他傳教區駐榕人員)、外國修女13人，中國籍神職人員25人、女修道85人(不含在家的守貞女)、男傳道員30人，福州市區天主教徒人數為13000餘人。
1953年，福州地區的外國傳教士和修女全部離境。趙炳文主教指定鄭長誠、洪谷聲、葉而適、李吾網、楊樹道等人依次為其撤離大陸後福州教區之代理主教人選。
1955年11月，在“肅反”運動中，鄭長誠代理主教被捕。林泉為代理主教。 1958年，林泉成為自選自聖的主教。此後福州教區大部分堂區所調整合併，開放堂所由1950年的127個，減至1961年的30多個。
1966年至1978年文化大革命期間，一切宗教活動均被禁止；1979年福州教區恢復宗教活動，1985年福州教區恢復教務機構。

## 现状
福州教区共有教堂、祈祷所165座，女修院、安老院、诊所各所，玫瑰山庄朝圣地一处，神父120人，修女600人，教友十五万人（公开、未公开教会合计数），地下教会约13万之多（公开教会约2万余人）。现地下神父80多位，地上神父28位。
1951年，福州教区下设泛船浦、连江、长乐、福清、总铎区，分辖29个本铎区。

## 所辖教区
- 天主教厦门教区
- 天主教福宁教区
- 天主教汀州教区
- 天主教邵武监牧区
- 天主教建瓯监牧区

## 教堂
1949年，福州地区天主教堂有25个教堂和81个公所。（其中：仓山区3个堂，台江区3个堂，鼓楼区1个堂，福清6个堂19个公所，长乐区2个堂17个公所，平潭2个堂13个公所，连江1个堂9个公所，闽清1个堂9个公所，闽侯3个堂5个公所，罗源2个堂4个公所，永泰1个堂5个公所。）
- 仓山区：
  - 泛船浦圣多明我主教座堂 福州市仓山区新民街54号 哥特式建筑，面积为1371.4平方米，时称江南第一堂，现乃福建最大教堂，可容2000余人，为天主教福州总教区主教座堂。1985年重新开放，现一切宗教活动正常开展中。仓山区重点文物保护单位。
  - 仓前德胁撒圣女堂 仓山乐群路。建于1947年。现仍由住户租用。
  - 上渡法蒂玛圣女堂 仓山上渡竹榄里75号巷（永辉超市后面） 。建于1947年，1994年重新开放，现一切宗教活动正常开展中。
  - 建新镇湾边露德圣母堂
- 台江区：
  - 澳尾巷玫瑰圣母堂 台江南门外澳尾巷 建于1848年，教堂面积507.8平方米，可容千余人。租给福州市儿童医院使用。(1883～1911年为主教座堂。）
  - 中选味增德圣人堂 建于1932年，面积为356.5平方米，可容六七百人。由台江区医院租用。(多明我会会院，崇真堂。由台江区医院租用)
  - 苍霞洲耶稣圣心堂 台江区江滨西大道敬义巷8号，1933年，面积约800平方米，可容教徒1200人。1988年重新开放，现一切宗教活动正常开展中。
- 鼓楼区：
  - 西门若瑟堂 鼓西路164号。1946年，木构单层建筑，面积200平方米，可容三四百人。1979年重新开放，现一切宗教活动正常开展中。
  - 洪山桥天主堂
- 马尾区
  - 营盘顶耶稣圣心堂 马尾区马限山 。1903年建。200多平方米，可容三四百人。1989年重新开放，现一切宗教活动正常开展中。
- 长乐区：长乐区城关塔山天主堂（若瑟堂）、长乐区城关湾下楼天主堂、长乐区松下镇（耶稣圣心堂）、长乐区鹤上镇云路（露德圣母堂）、长乐区金峰镇天主堂、古槐龙田天主堂、长乐区漳港镇百户（圣家堂）、文武砂壺井（君王堂）、松下镇前联天主堂、鹤上镇硫峰天主堂等
- 福清市：城关利桥天主堂、海口天主堂、龙田天主堂、江阴天主堂、渔溪天主堂、高山天主堂等
- 马尾区：营盘顶天主堂
- 连江县：城关天主堂（总本堂）等
- 闽侯县：南屿南溪天主堂、上街百禄村天主堂等
- 平潭县：城关黄厝天主堂、屿头后当天主堂等
- 罗源县：城关岐阳天主堂、起步港头天主堂等
- 永泰县：城关天主堂等
- 闽清县：城关天主堂等
- 南平市：（总本堂）

## 歷任（教長）主教
- 陆方济（Bishop François Pallu）, 巴黎外方传教会：1680.4.15 – 1684.10.29，1626年生于法国
- 伊大仁（Bishop Bernardino della Chiesa ）, 方济各会 (1684.10.29 – 1687)，1644年生于意大利
- 万济国（Fr. Francisco Varo）, 道明会(1687.01.25 – 1687.01.31 )，1627年生于西班牙
- 颜珰（Bishop Charles Maigrot）, 巴黎外方传教会：(1687.2.5 – 1708.5.4)，1652年生于法国，
- 马熹诺（Fr. Magino Ventallol）, 道明会(1718.12.3 – 1732.1.3)	1647年生于西班牙
- 白多禄（聖桑實,Saint Bishop Pedro Sans i Jordà）, 道明会： 1732.1.3 – 1747.5.26)	1680年生于西班牙
- 德方济（Saint Fr. Francisco Serrano Frías）, 道明会(1747.5.26 – 1748.10.25)	1695年生于西班牙
- 黃方济各（Bishop Francisco Pallás y Faro）,道明会(1753.7.11 – 1778.3.6)	1706年生于西班牙
- 高若瑟（Bishop José Calvo）道明会(1781.2.16 – 1812.10.15)	1739年生于西班牙
- 罗罗各（Bishop Roque José Carpena Díaz）, 道明会(1812.10.15 – 1841)	1760年生于西班牙
- 高弥额（Bishop Miguel Calderón）, 道明会(1841 – 1883.2.14)  1803年生于西班牙
- 苏玛素（Bishop Salvador Masot y Gómez）道明会(1884 – 1911)：1845年11月18日生於西班牙萊里達的阿爾菲-Alfés1884年年6月20日晉牧，為教區首牧;1911年年3月17日去世
- 宋金铃（Bishop Francisco Aguirre Murga）道明会（1911-1941）: 1863年生于西班牙，1911年12月13日委任，1912年晉牧，为第二任主教;1941年年6月12日去世
- 趙炳文（Archbishop Theodore Labrador Fraile）道明会（1946-1980）：1888年生于西班牙，1926年5月10任福宁代牧，同年10月24日晉牧;1946年6月13日任福州总主教区第三任總主教，1980年5月6日去世
- 郑长城·若瑟：1951-1955 为总主教区署理；1991年1月为福州教区（官方教会）主教，2006年12月18日去世
- 葉而適·若翰：1984年2月2日晉牧，為福州总教區第四任總主教;1991年年2月23日去世
- 楊樹道·若望：1987年3月8日晉牧，1995年為福州总教區第五任總主教，2010年8月28日去世
- 林运团·若瑟：1984年4月9日晋铎，2003-2007 任教区署理。2013-2016年，依照圣座意向（ad nutum Sanctae Sedis）担任宗座署理。他于2017年12月28日晋牧。2025年6月11日就职辅理主教。[6]
- 黄守诚·味增德：为福宁教区主教，2007-2013代任福州总主教区宗座署理,2016年7月30日去世
- 林佳善·伯鐸：1997年晉牧，2010年為福州总教區第六任總主教（获中国政府认可），2023年4月14日去世[7][8]
- 蔡炳瑞·若瑟：2025年1月15日获教宗任命为福州的主教，自厦门教区调任。2025年1月23日就职 [9]

## 教友
1949年，福州教区教友人数为39115人。1951年，福州地区教友总数为34375人，绝大部分分布在沿海地区：福州市11074人、福清7001人、长乐5759人、罗源3250人、平潭2932人、连江1285人、闽侯1991人、永泰735人、闽清348人。福州市区的教友主要分布于沿闽江两岸的船民聚居点，仅泛船浦圣多明我主教座堂就有5153人，占整个福州市区教友人数的一半。
1994年，福州地区天主教友人数突破20万人。其中，福州市区约3万人，长乐市约8万人，福清市约4万人，平潭县约3万人，连江县约1万人，罗源、闽侯、永泰、闽清4县共约2万人。90年代初，长乐已经成为福建省天主教信徒最多的一个县。

### 引用
1. ↑  梵蒂冈新闻网. .   [2025-1-23].
2. ↑  梵蒂冈新闻网. .   [2026-06-11].
3. ↑  池惠中. .   [2011-07-04 15:24:02].
4. ↑  中国新闻网. .   [2009.03.24 16:32].
5. ↑  wa=wsignin1.0 Roman Catholic in Fuzhou[永久]
6. ↑  梵蒂冈新闻网. .   [2026-06-11].
7. ↑  AsiaNews.it. . AsiaNews. 2023-04-14  [2023-04-14]. （原始内容存档于2023-04-18） （英语）.
8. ↑  . Agenzia Fides. 2023-04-14  [2023-07-21]. （原始内容存档于2023-04-19）.
9. ↑  梵蒂冈新闻网. .   [2025-1-23].